# Adelbert Range
Die Adelbert Range (ehemaliger Name: Adelbertberge) ist eine Bergkette nahe der Küstenlinie nördlich der Astrolabe Bay in Papua-Neuguinea. Die Bergkette liegt in der Provinz Madang und erhielt ihren Namen in der deutschen Kolonialzeit, die das Gebiet im 19. und Anfang des 20. Jahrhunderts zunächst prägte.
Die Bergkette erstreckt sich über eine Länge von etwa 100 Kilometern in Südost-Nordwest-Richtung entlang der Küste Neuguineas. Im Westen begrenzt das Tal des Ramu und im Osten die Küste des Pazifik die Bergkette. Die benannten Erhebungen sind Mount Buruk, Mount Kegel, Mount Mengam, Mount Musar, Mount Pihom und Mount Uvo. Die höchste Erhebung ist allerdings nicht benannt und erreicht eine Höhe von 1716 m.
Die Bergkette ist weiterhin der östlichste Teil der Ökoregion Northern New Guinea montane rain forests.